# Ошеров, Дмитрий Владимирович
Дмитрий Владимирович Ошеров (24 апреля 1973 — 29 декабря 2010, Москва) — российский актёр театра и кино.

## Биография
Родился 24 апреля 1973 года. Жил в г. Долгопрудном Московской области, здесь же окончил среднюю школу.
В 1994 г. окончил РАТИ (руководитель курса — Хомский, Павел Осипович).
В 1994—2008 гг. — актёр Театра имени Моссовета. Параллельно работал в театре У Никитских ворот, в Центральном академическом театре Российской армии.

В журнале Смена рассказ о творческом пути актёра завершался словами: 
Когда-нибудь в будущем Дима хочет снять фильм. Скорее всего он будет иметь не сюжетную основу, а ассоциативную. И должен получиться очень красивым, немного непонятным, загадочным, но завораживающим, притягивающим. Смешным и одновременно немного грустным. Как сам Дмитрий Ошеров.
Погиб на 38-м году жизни поздним вечером 29 декабря 2010 года, попав под электричку. Похоронен на Долгопрудненском кладбище.

## Театральные работы
- «Ромео и Джульетта» (Ромео) Театр у Никитских ворот,
- «Когда улыбнутся ирландские глазки» (Шорти) Театр у Никитских ворот,
- «Пчёлка» (Боб),
- «Рюи Блаз» (Альгвасил),
- «Журавль» (Йохьо),
- «Он пришёл» (Эрик Берлинг),
- «Белая гвардия» (Лариосик),
- «Не было ни гроша, да вдруг алтын» (Елеся),
- «Фома Опискин» (Фалалей),
- «Страсти по Митрофану» (Тришка),
- «Скандал? Скандал… Скандал!» (Гость Чарльза),
- «Двенадцатая ночь» (Курио),
- «Потоп» (Актер),
- «Мамаша Кураж и её дети» (Молодой крестьянин).
- «Шум за сценой» (Рабочий сцены).
- «Ошибки одной ночи» (Слуга)[3].
- «Ревизор» (Держиморда) Театр Моссовета

В спектакле Центрального академического театра Российской армии «Человек из Ламанчи» играл в дуэте с Зельдиным Владимиром Михайловичем роль Санчо Панса.

Журнал Итоги, говоря об участии Дмитрия Ошерова в спектакле «Человек из Ламанчи», писал: 
Дмитрий Ошеров пластичен , переполнен обаянием и энергией , но ему явно не хватает направления сценического движения , ролевого коридора.

## Фильмография
- 2008 Серебряный век (фильм-спектакль), человек в штатском
- 2006 Парк советского периода — Человек с портфелем
- 2006 Король Лир (фильм-спектакль) — эпизод
- 2004 Случай с доктором Лекриным (фильм-спектакль) — друг Гвоздева
- 2003 Лучший город Земли — Мишка
- 2001 Московские окна — Мишка
- 1999 Фома Опискин (фильм-спектакль) — мастеровой
- 1996 Кафе «Клубничка»
- 1996 Дела смешные — дела семейные — эпизод
- 1995 Я — русский солдат — Вася Волков, рядовой
- 1995 Барышня-крестьянка — эпизод
- 1994 Петербургские тайны — Рыжик
- 1993 Русский роман | Ruský román (Россия, Словакия, Германия)